# Michael Friedman (Gitarrist)
Michael Samuel Friedman (* 1954 in Vancouver) ist ein kanadischer Folksänger, Gitarrist, Singer-Songwriter und Komponist.

## Leben
Michael Friedman ist der Sohn des jüdischen Musikers Searle Friedman (* 1926; † 31. Dezember 1990 in Toronto) und dessen Frau Sylvia geb. Jackson (* 5. Oktober 1928; † 22. Dezember 2016 in Toronto). Sein Vater spielte Flöte in verschiedenen Orchestern und leitete mehrere Jahre den Jewish Folk Choir in Toronto.
Dessen jüngerer Bruder, der Musiker Perry Friedman (1935–1995), der insbesondere in der DDR sehr bekannt wurde, war sein Onkel. 
1965 kam Michael Friedman mit seinen Eltern und Geschwistern nach Ost-Berlin, wo sein Vater ein Dirigier-Studium an der Musikhochschule „Hanns Eisler“ absolvierte.
1975 begann er ein Musikstudium an der Berliner Musikhochschule. In dieser Zeit lernte er den Gitarristen Klaus Feldmann kennen, mit dem er häufig im Duo auftrat. Zahlreiche Auftrittsmöglichkeiten, vor allem in der ostdeutschen Liedermacher-Szene, verschaffte ihm Werner Sellhorn, mit dem sich eine intensive Zusammenarbeit entwickelte.
1980, nach dem Abschluss seines Studiums, kehrte Michael Friedman nach Kanada zurück, wo er seitdem weiterhin als Sänger und Gitarrist arbeitet. Daneben veranstaltet er Workshops und komponiert Musik für Film und Fernsehen sowie den Hörfunksender Canadian Broadcasting Corporation.
Zahlreiche Gastspiele führten ihn insbesondere nach Deutschland.
Michael Friedman lebt in Vancouver.

## Schriften
- Die Musik meiner Kindheit, in: Perry Friedman, „Wenn die Neugier nicht wär’“. Ein Kanadier in der DDR, Berlin 2004, S. 168–170.

## Diskographie (als Solo-Künstler)
- 1995: I Never Knew What Hit Me Until Now, CD Baby
- 1998: Angst Ridden Writer, Acoustic Music Records
- 2006: Diamond Space, CD Baby
- 2016: Random Acts of Tuning, CD Baby